# Ampliació de la Unió Europea de 2007

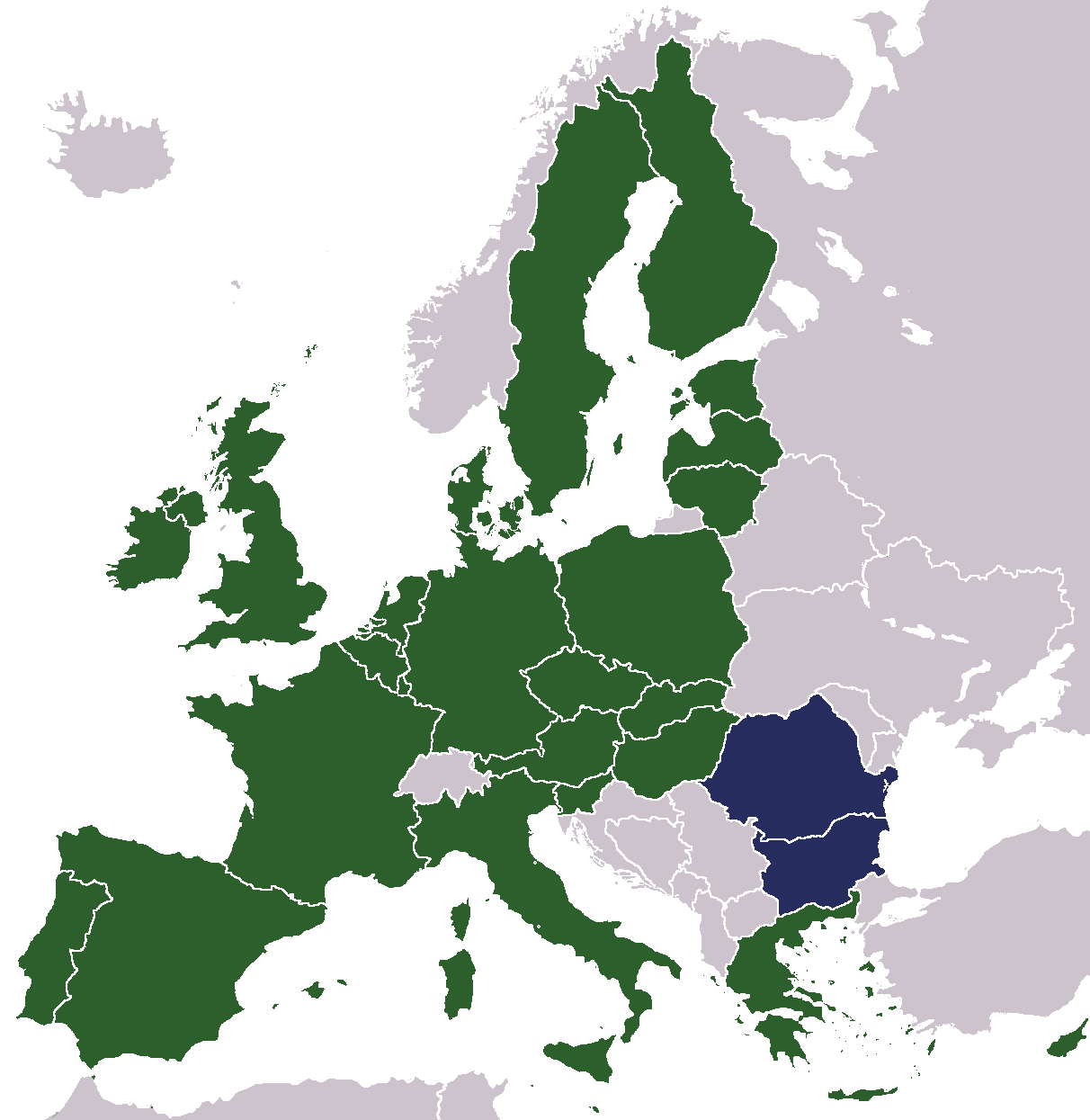
Verd: estats membres de la UE-25. Blau: estats que s'uniren el 2007

L'ampliació de la Unió Europea de 2007 consistí en l'adhesió de Bulgària i Romania a la Unió Europea (UE), que tingué lloc l'1 de gener de 2007. La Comissió Europea considera que aquesta expansió forma part de la mateixa onada (la cinquena) que l'ampliació de 2004.

## Negociacions
Romania fou el primer estat de l'Europa postcomunista a establir relacions oficials amb la Comunitat Europea. Ja el 1974, un tractat havia inclòs Romania en el Sistema Generalitzat de Preferències de la Comunitat. Tots els governs romanesos des de la revolució romanesa de 1989 han estat a favor de formar part de la Unió Europea (UE), així com gairebé tots els partits polítics del país. Romania signà el seu Acord Europeu el 1993 i sol·licità formalment l'adhesió a la UE l'any 1995. Romania fou el tercer estat de l'Europa postcomunista a prendre aquest pas, després d'Hongria i Polònia. Juntament amb la sol·licitud, Romania presentà la Declaració de Snagov, signada pels 14 principals partits com a mostra del seu ple suport a l'adhesió a la UE.
Durant el 2000, Romania adoptà una sèrie de reformes en preparació per l'entrada a la UE, incloent-hi la consolidació dels seus òrgans democràtics, el reforçament de l'estat de dret, el respecte dels drets humans, la llibertat d'expressió i l'establiment d'una economia de mercat operacional. L'objectiu d'adherir-se a la UE també influí les relacions regionals de Romania; per exemple, el país exigeix visa als ciutadans de diversos estats, incloent-hi Rússia, Ucraïna, Belarús, Sèrbia, Montenegro, Turquia i Moldàvia.
El 22 de juny de 2004 se celebrà un Comitè d'Associació dins del marc de les negociacions d'integració entre els estats membres de la UE i Bulgària. El Comitè confirmà el progrés de Bulgària en les preparacions per l'adhesió, apuntant que el país havia de continuar reformant les seves estructures judicials i lluitar amb més contundència contra la corrupció política i el crim organitzat i el tràfic de persones. El seu informe també criticà la falta de progrés en la integració de la comunitat gitana de Bulgària.
El Consell Europeu del 17 de desembre de 2004 confirmà la conclusió de les negociacions d'adhesió amb Bulgària. L'informe de control del 26 de setembre de 2006 de la Comissió Europea tornà a confirmar la data d'adhesió, indicant que no s'imposarien restriccions ni a Bulgària ni a Romania, però que es vigilaria el seu progrés en determinats àmbits (reforma judicial, eliminació de la corrupció i la lluita contra el crim organitzat.